# هيدي هاوتلا
هيدي هاوتلا (Heidi Hautala؛ أولو، 14 نوفمبر 1955) سياسية فنلندية. زعيمة سابقة لحزب الرابطة الخضراء الفنلندي بين عامي 1987-1991 ، مرشحة للرئاسة في انتخابات عامي 2000 و 2006. في الجولة الأولى من انتخابات عام 2006 حلت رابعة من بين ثمانية مرشحين بحصة 3.5 ٪ من الأصوات (105.248 صوتاً). عضوة سابقة في البرلمان الوطني بين عامي 1991 و 1995 . بعد انضمام فنلندا للاتحاد الأوروبي عام 1995 تم انتخابها لعضوية للبرلمان الأوروبي. عادت إلى البرلمان الوطني في انتخابات عام 2003 و أعيد انتخابها للبرلمان الأوروبي سنة 2009.
ولدت هايدي هوتالى في الرابع عشرة من نوفمبر عام 1955 في آولو في دولة فنلندا، وهي شخصية سياسية بارزة في أوروبا وخاصة في فنلندا، وتشغل حاليا منصب رئيسة لجنة حقوق الآنسان ونائبة في البرلمان الأوروبي منذ يوليو 2009.
لقد نجحت هايدي هوتالى في الانتخابات البرلمانية الفنلندية للمرة الأولى عام 1991 ولكن انتخبت من قبل في مجلس مدينة هلسنكي عاصمة فنلندا عام 1985. و قادت حزب الخضرة في فنلندا عام 1988
، و الأوروبية للمرة الآولى عام 1995 في البرلمان الفنلندي
تعد هايدي هوتالى من الناشطات في الكفاح ضد العنصرية في أوروبا والعالم مهما كان النوع من العنصرية سواء جنسيا آو عرقيا آو دينيا.
النائبة هوتالى تعمل عضوة في ثلاث لجان وهي:
لجنة الشئون الخارجية: التي تعد أكبر لجنة في البرلمان الأوروبي من حيث عدد الأعضاء، لجنة الحريات المدنية والعدالة والشؤون الداخلية ولجنة حقوق الإنسان وهي رئيسة هذه الجنة.
تشمل لجنة حقوق الإنسان على موضوعات في السياسة الخارجية الأوروبية المشتركة. لهذه اللجنة صلاحيات لرفع توعية السياسات الخارجية والجارية الأوروبية حول أهمية حقوق الإنسان. و هذه اللجنة مسؤولة عن تأسيس وتقديم الحوار والتوعية حول حقوق الإنسان في جميع المؤسسات الأوروبية مثل المجلس الأوروبي والمفوضية الأوروبية والدول الآوروبية والعالم.
و تشمل لجنة الشئون الخارجية على موضوعات في السياسة الخارجية الأوروبية المشتركة والسياسة الخارجية للأمن والدفاع. لهذه اللجنة صلاحيات حاسمة لتلك السياسات لأنها المسئولة عن الموافقة أو رفض جميع قرارات تمويل السياسة الخارجية. (هذا التمويل يقدر بأكثر من خمسة مليارات يورو كل عام حيث تمول على سبيل المثال تمويل الأنرو).
تتطرق لجنة الشئون الخارجية أيضا إلى العلاقات بين الاتحاد الأوروبي والعالم ولاسيا جوارها الجنوبي مع دول حوض البحر المتوسط.
وقد نشطت النائبة في الدفاع عن حقوق الإنسان وفي حماية حقوق الأقليات للديموقراطية في تلك البلاد مثل روسيا وإسرائيل.
قامت النائبة بمبادرات سياسية عديدة في أوروبا بهدف تغيير العلاقات بين إسرائيل والاتحاد الأوروبي ووضحت موقفها لقيام دولة فلسطينية مستقلة ذات سيادة كاملة تعيش بأمان مع إسرائيل.
وقد نشطت للدفاع عن شباب ثورة 25 يناير في مصر في خطاباتها الاتحاد الأوروبي بالاعتراف بهؤلاء الشباب، خصوصا لأنهم يسعون للحرية والديمقراطية. وخطبتها باللغة العربية على موقع www.heidihautala.fi
بالرغم من اعتدال النواب الأوروبيون فيما يتعلق بموضوع حظر إتفاقيات أوروبية مع دول حوض البحر المتوسط أو دول خارجية أخرى إلا أنها طالبت بالحظر ما لم تلتزم هذه الدول بالشروط الأساسية التي تلزمها هذه الاتفاقيات ومن ضمنها تطبيق القانون الدولي، احترام حقوق الإنسان ودولة القانون.
عندما زار والد الجندي الإسرائيلي جلعاد شاليط نواب البرلمان الأوروبي، طالبت النائبة بعدم وجود تفرقة عنصرية بين الأسرى الفلسطينيين الذين يمثلون أكثر من 7000 سجين (المصدر: تقرير منظمة حقوق الإنسان Amnesty) وبين حالة الجندي الإسرائيلي المعتقل من حماس.
و طالبت برفع الحصار على غزة بشكل كامل وغير مشروط وعلى الفور، مما يجعله يشمل المعابر الستة الواقعة على حدود قطاع غزة مع إسرائيل وأيضاً معبر رفح مع دولة جمهورية مصر العربية. وقد وافق البرلمان على هذة المطالبات بأغلبية ساحقة في مايو 2010 بعد أحداث أسطول الحرية.
و حديثا سافرت النائبة إلي تونس في فبراير 2011 مع أول وفد برلماني أوروبي بعد الثورة التونسية.
وقامت النائبة بعرض موضوع مشروع المشاركة الشرطية-الأوروبية مع دول آخرة عندما لا توجد ضمانات فعالة وكافية في عدد من المشروعات إلى اليوم لمنع الشرطة الأوروبية من استخدام المعلومات المأخوذة عن طريق تعذيب الأشخاص.
مما سبق يتضح أن النائبة تعارض جميع أنواع العنصرية ضد المسلمين وضد اليهود وشاركت في مناقشات ومؤتمرات ولقاءات مع مؤسسات السلام.
وقد طالبت الإفراج عن صحفيين وناشطين ومثقفين في دولة تونس (يمكن مشاهدة ذلك عبر الموقع الإلكتروني الشخصي www.heidihautala.fi )
طالبت النائبة سبتمبر 2010 بالحديث عن حالة المعرض توفيق بن بريك وصحفي قناة المحور الذي تابع قضية إضراب منطقة جفس في تونس.
لذلك تظل حضرة النائبة ناشطة للدفاع عن التنوع الثقافي واللغوي في العالم ولاسيما فيما يتعلق بالاعتراف بحقوق الأقليات في الممارسة والتعبير عن لغتهم، وقد عقدت عدة من اللقاءات مع مثقفين من أجل مناقشة كيفية الديمقراطية والتأكيد على أهمية التعليم للجميع.
للنائبة عضوية في منظمات حقوقية لحقوق المرأة والمساواة في فرص الأعمال، وهي أيضا عضوة في المركز الأوروبي الروسي الذي يتطرق إلى حقوق الإنسان.
تسعى النائبة لتنبيه البواب الأوروبيين إلى أهمية تفعيل الحوار في مجال حقوق الإنسان سواء في أوروبا أم في باقي العالم، وذلك من خلال الخطابات والاقتراحات البرلمانية لزيادة التمويل الأوروبي للدول المهتمة بتحسين وضع حقوق الإنسان وتنمية مجتمع مدني مستقل وحر.
وأخيرا، قامت بالتحذير من خطورة حال المهاجرين غير الشرعيين وضرورة تطبيق اتفاقية جنيف لحماية اللاجئين في آوروبا.

## روابط خارجية
- هيدي هاوتلا على موقع IMDb (الإنجليزية)
- هيدي هاوتلا على موقع قاعدة بيانات الفيلم (الإنجليزية)